# Oratorio di Santa Felicita
L'oratorio di Santa Felicita è un luogo di culto cattolico dalle forme romaniche, situato sulla cima di un promontorio a Castiglione dei Turchi, frazione di Bore, in provincia di Parma e diocesi di Piacenza-Bobbio; è sussidiario della parrocchiale di San Leonardo di Bore e fa parte del vicariato della Val Taro e Val Ceno.

## Storia
Il luogo di culto originario fu costruito accanto alla rocca di Castiglione in epoca remota, forse prima del X secolo.
La struttura romanica esisteva sicuramente già nel 1234, come testimoniato da un'epigrafe posta sull'arco trionfale del presbiterio.
Nel 1808 l'oratorio fu ristrutturato, come riportato nella stessa iscrizione.
Il luogo di culto fu sottoposto ad altri lavori di restauro nel 1930.

## Descrizione

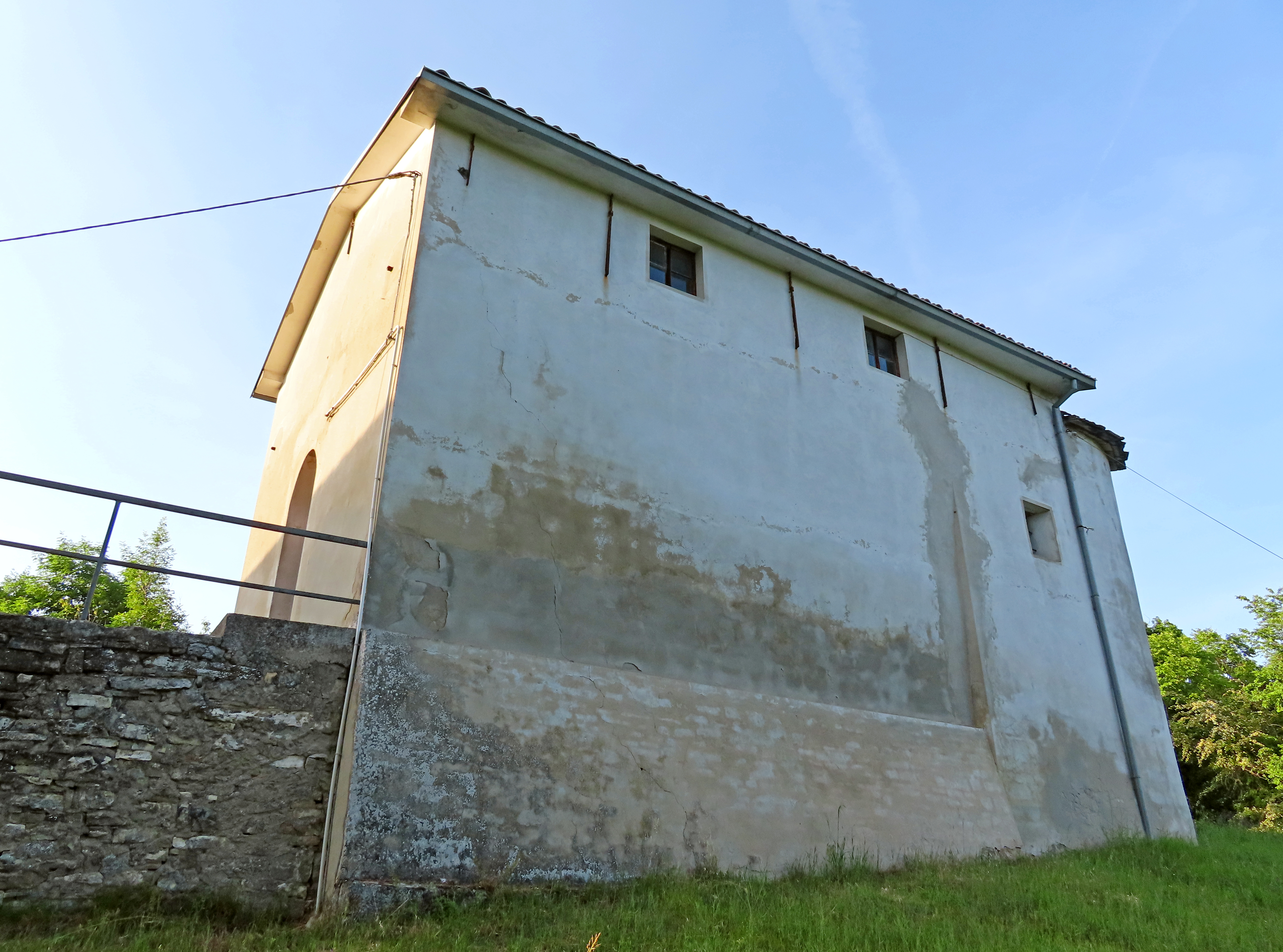
Lato sud

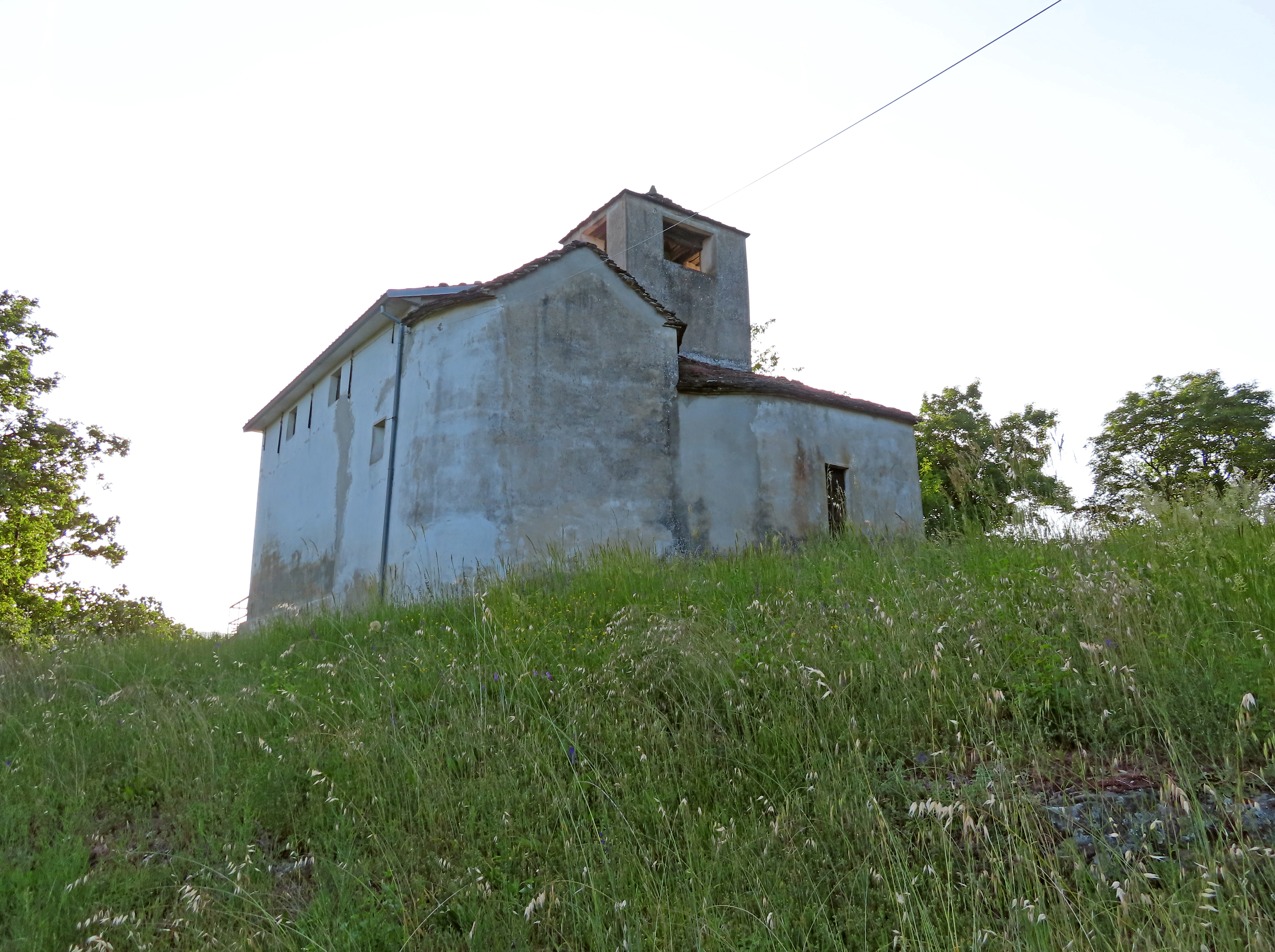
Retro e lato sud

L'oratorio si sviluppa su una pianta a navata unica, conclusa nel presbiterio absidato.
La semplice e simmetrica facciata a capanna, interamente intonacata come il resto dell'edificio, è caratterizzata dalla presenza del solo portale d'ingresso centrale ad arco a tutto sesto.
Il fianco destro è illuminato da due finestre rettangolari; al termine del lato opposto si erge il massiccio campanile a base quadrata, con cella campanaria affacciata sulle quattro fronti attraverso ampie aperture rettangolari.
All'interno la navata, coperta da un soffitto a capanna in travetti lignei, è affiancata da pareti intonacate, su cui si aprono due nicchie contrapposte ad arco a tutto sesto.
Il presbiterio, preceduto da un'ampia arcata a tutto sesto, ospita l'altare maggiore marmoreo, con paliotto scolpito da Paolo Perotti con un bassorilievo raffigurante Cristo inginocchiato davanti al calice; l'abside è coperta dal catino dipinto con un motivo a cassettoni.
L'oratorio conserva al suo interno una pregevole statua in legno policromo raffigurante Santa Felicita con le sette teste dei figli, risalente alla seconda metà del XVI secolo; sono inoltre presenti un confessionale seicentesco e alcuni dipinti.